# Heimbuchenthal
Heimbuchenthal – miejscowość i gmina w Niemczech, w kraju związkowym Bawaria, w rejencji Dolna Frankonia, w regionie Bayerischer Untermain, w powiecie Aschaffenburg, siedziba wspólnoty administracyjnej Mespelbrunn. Leży w pasmie górskim Spessart, około 15 km na południowy wschód od Aschaffenburga, nad rzeką Elsava.

## Demografia
| Rok  | Liczba mieszk. |
| ---- | -------------- |
| 1970 | 1875           |
| 1987 | 2106           |
| 2000 | 2260           |
| 2006 | 2180           |

## Polityka
Wójtem jest Rüdiger Stenger. Rada gminy składa się z 15 członków:
|      | CSU | SPD-Wolna Grupa Wyborców | Razem     |
| 2002 | 8   | 7                        | 15 miejsc |

## Zabytki
- Muzeum Rowerów (Fahrradmuseum "Pedalwelt")

## Oświata
(na 1999)

W gminie znajduje się 75 miejsc przedszkolnych (z 68 dziećmi) oraz szkoła podstawowa (15 nauczycieli, 201 uczniów).